# أليستر فوربس ماكاي
أليستر فوربس ماكاي (بالإنجليزية: Alistair Mackay)‏من مواليد ‏ (22 فبراير 1878 في اسكتلندا - 1914 في المحيط المتجمد الشمالي) مستكشف، وجراح من المملكة المتحدة لبريطانيا العظمى وأيرلندا.